# Konkursrytteri
Konkursrytteri er en uformel betegnelse for bevidst spekulation i og misbrug af anparts- og aktieselskabers begrænsede hæftelse. Konkursrytteri sker ved frasalg af aktiver til underpris til et nyt selskab og efterfølgende strategisk konkurs med henblik på at føre det førstnævnte selskab videre fritaget for forpligtelser til kreditorer. 
Det kan ske fordi det nye selskab der køber eller overtager aktiver fra det første selskab, juridisk set vil være et nyt selskab – en ny juridisk person der ikke har økonomiske forpligtelser og/eller gæld til kreditorer, også selvom der kan være tale om en faktisk kontinuation af det konkursramte selskab. Dermed er konkursrytteri en måde at unddrage sig gæld på, og derfor straffes konkursrytteri efter straffelovens bestemmelser om skyldnersvig. Hvis der ved et selskabs stiftelse beviseligt findes en hensigt om at benytte det til konkursrytteri, kan der være tale om bedrageri mod eventuelle kreditorer og investorer.
Det anslås at konkursrytteri koster samfundet 1,4 mia. kroner årligt.
Konkursrytteri kan i bred forstand anskues som en form for selskabstømning, men adskiller sig ved at selskabstømning generelt i snæver forstand dækkede over handel med selskaber med henblik på at udnytte en brist i den tidligere lovgivning til at tømme et selskab for likvide midler og/eller aktiver samtidigt med at man unddrager sig selskabets skatteforpligtelser.